# Lycus (Band)
Lycus ist eine 2008 gegründete Funeral-Doom-Band.

## Geschichte
Lycus wurde im Herbst 2008 in der Umgebung von Sacramento gegründet. Die Band trat einige Male im Nahraum auf und veröffentlichte binnen eines Jahres eine Demoaufnahme. Anhaltende Schwierigkeiten in der Besetzung führten zu einer baldigen Auflösung. Nach ihrem Umzug in die Bay Area reformierten die Gründungsmitglieder Trevor DeSchryver und Jackson Heath die Band. Gemeinsam nahm die Gruppe 2011 Demo MMXI in den Earhammer Studios in Oakland auf. Das Demo wurde von Graceless Recordings auf Kassette und von The Flenser als LP veröffentlicht. Mit der Veröffentlichung bestritt die Band erneut Konzerte, diesmal im Großraum der Bay Area. Mit dem Demo Demo MMXI befasste sich das Webzine Doom-Metal.com. Mike Liassides bewertete das Demo als einen vielversprechenden Auftakt und empfahl die Entwicklung der Band in Zukunft zu verfolgen.
Das offizielle Debüt Tempest erschien im Juli 2013. Das über 20 Buck Spin veröffentlichte Album wurden von Webzines wie Doom-Metal.com, Metal.de und Pitchfork Media lobend besprochen. Insbesondere die Anerkennung von Pitchfork Media und dem Decibel Magazin bescherten der Band ausreichend Akzeptanz um die Aufmerksamkeit von Relapse Records zu wecken. Im Januar 2015 nahm Relapse Records Lycus unter Vertrag. Anschließend beging die Band eine Reihe von Tourneen und Auftritten mit Gruppen wie Mournful Congregation, Agalloch, Loss, Evoken und Worship. In der Zwischenzeit spielte die Gruppe im Frühjahr 2015 in den Atomic Garden Studios mit dem Produzenten Jack Shirley ein weiteres Album ein, das im Januar 2016 über Relapse Records veröffentlicht wurde. Mit der Veröffentlichung dieses Albums unter dem Titel Chasms nahm die Rezeption der Gruppe merklich zu. Webzine und Musikmagazine wie Metal.de, Angry Metal Guy, Pitchfork Media, Consequence of Sound, Powermetal.de, The Sludgelord, No Clean Singing, Your Last Rites, Metal Inside, Bleeding4Metal, und das Ox-Fanzine befassten sich mit dem Album. Cody Davis widmete, in seiner wöchentlichen für Metal Injection verfassten Kolumne zum Funeral Doom „Funeral Doom Friday“, einen ausführlichen Beitrag. Derweil fiel die Rezeption durchgehend positiv aus.

## Stil und Bewertung
Die von Lycus gespielte Musik wird dem Funeral Doom zugerechnet. Einordnende Vergleiche werden zu Genre-Interpreten wie Winter, Saturnus, Asunder, Pantheist, Mournful Congregation, Ahab und Esoteric bemüht. Laut Sven Lattemann, der Chasms für Metal.de rezensierte, „arbeiten sich“ Lycus hier „zu sehr an den vermeintlichen Genrekonventionen“ solcher Vorbilder ab und orientieren sich an den Standards des Genres ohne Eigenständigkeit zu entwickeln.
In seiner für das Ox-Fanzine verfassten Rezension zu Chasms lobt Peter Wingertsches die Band hingegen und bezeichnet das Album als „genial“:

„Versierte, vielseitige und zersetzende Arrangements öffnen und verschütten gleichzeitig die titelgebenden Abgründe in unendlicher Finsternis, aus dem Off ist hier und da ein Keifen zu vernehmen, manche Sprengung jagt die Untergangsmelodien urplötzlich in die Luft und bisweilen kommt ein Cello daher, das den Weg zum verschneiten Klosterfriedhof weist.“

Auch in der für Metal Inside verfassten Besprechung wird die Musik als geschickt arrangiert gelobt. So verstünden die Musiker „es ihre Songs durch schöne Gitarrenmelodien und dezentes Cello-Spiel aufzulockern, wie es nicht vielen Funeral-Vertretern gelingt.“

## Diskografie
- 2009: Demo 2009 (Demo, Selbstverlag)
- 2011: Demo MMXI (Demo, Graceless Recordings, The Flenser)
- 2013: Tempest (Album, 20 Buck Spin)
- 2016: Chasms (Album, Relapse Records)